# Нічниця довгопала
Нічниця довгопала (Myotis capaccinii) — вид рукокрилих родини Лиликові (Vespertilionidae).

## Поширення
Країни проживання: Албанія, Алжир, Андорра, Боснія і Герцеговина, Болгарія, Хорватія, Кіпр, Франція, Греція, Ватикан, Іран, Ірак, Ізраїль, Італія, Йорданія, Ліван, Північна Македонія, Чорногорія, Марокко, Румунія, Сербія, Словенія, Іспанія, Сирія, Туреччина. Висотний діапазон поширення: від рівня моря до 900 метрів.

## Стиль життя
Харчується на водно-болотних угіддях та водних шляхах (в тому числі штучних водоймах, таких як канали і водосховища), а також скребах. Як правило, сідала в підземних місць проживання (в основному печери). На Балканах він обмежується карстовими районами. Рух між літніми і зимовими колоніями в основному на відстані 50 км (максимум 140 км). Тварини дуже соціальні.

## Морфологія
Середнього розміру як для членів родини Vespertilionidae, з великими, вкритими довгими щетинками ступнями і помітнішим ніздрями ніж в інших європейських видів Myotis. Довжина голови й тіла близько 5 см, розмах крил близько 25 сантиметрів. Верх димчасто-сірий, черево світло-сіре. Морда червонувато-коричнева, вуха і мембрани крил буро-сірі.